# NGC 7735
NGC 7735 (другие обозначения — PGC 72165, UGC 12744, MCG 4-55-46, ZWG 476.115) — эллиптическая галактика (E) в созвездии Пегас.
Этот объект входит в число перечисленных в оригинальной редакции «Нового общего каталога».